# Пятница (литературный кружок)

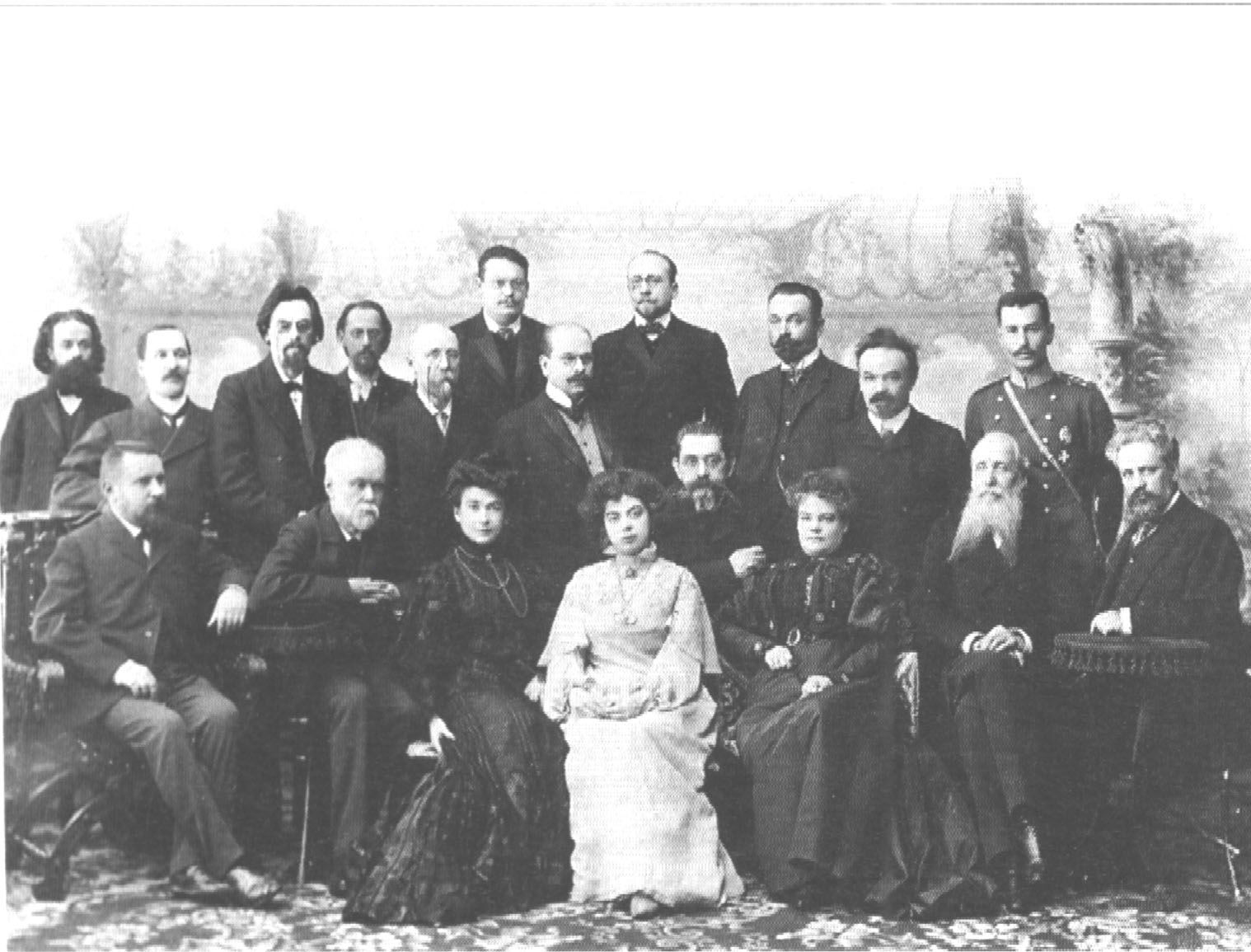
Участники литературного кружка «Пятницы». Сидят слева направо: гр. А. А. Голенищев-Кутузов, В. С. Лихачёв, Мирра Лохвицкая, Allegro, А. Е. Зарин, Ольга Чюмина (?), В. П. Авенариус, Н. Н. Юрьин (?); стоят: А. И. Леман, В. Л. Величко (?), А. А. Измайлов, К. Н. Льдов (?), Фёдор Сологуб, В. А. Шуф, Н. М. Соколов (?), В. А. Мазуркевич, П. Ф. Порфиров, Н. М. Минский, кн. В. В. Барятинский (?)

Литерату́рный кружо́к «Пя́тница», Пятницы Случевского (Санкт-Петербург) — литературно-общественные вечера, проходившие, как правило, два раза в месяц по пятницам с 23 октября (4 ноября) 1898 года до декабря 1903-го на квартире у поэта и писателя Константина Случевского в Петербурге. После смерти Случевского в 1904 году «пятницы» были переименованы в «вечера» и продолжались до октября 1917 года.

## Возникновение кружка
Литературный кружок «Пятница» возник 23 октября 1898 года из сообщества петербургских поэтов, объединённых идеей служения «чистому искусству». Состав из нескольких десятков поэтов был неоднородным и включал себя как представителей различных направлений модернизма и раннего символизма, так и поэтов, ориентированных на более традиционное стихосложение. По уровню поэтического дарования и по своим общественным устремлениям участники также были весьма различны. Планировалось собираться в течение зимнего сезона в петербургской квартире К. К. Случевского на Николаевской ул. (ныне Марата), д. 7, впоследствии такие встречи устраивались Случевским на ул. Знаменской (Восстания), д. 26, на ул. Жуковского, 28.
После смерти Случевского в 1904 году «пятницы» были переименованы в «„Вечера“ Случевского» и проходили ежемесячно на квартирах разных участников встреч: у И. Т. Соколова (Николаевская улица, д. 75), И. И. Ясинского (Головинская улица, д. 9), В. В. Уманова-Каплуновского (Большая Пушкарская улица, д. 69; улица Вязовая, д. 7), В. М. Грибовского (Съезжинская улица, д. 9, позже 16), М. Г. Веселковой-Кильштет (Церковная улица, д. 23).

## Предыстория «пятниц»

Яков Полонский. Портрет работы И. Н. Крамского, 1875 г., ГТД

В известном смысле новый литературный салон служил продолжением литературно-музыкальных «пятниц» Я. П. Полонского, возникших в 1860 г. после получения Я. П. Полонским должности цензора. В то время «пятницы» устраивались нерегулярно, пока не прекратились вовсе. Вновь возникли в 1869 г. но до середины 1870-х годов собрания носили случайный характер. Они происходили или на квартире Полонского в Павловске (Конюшенная, 18) или на Звенигородской, д. 18. С лета 1878 года литераторы собираются в Петербурге в доме Полонских на Владимирском проспекте 13, и собрания принимают регулярный характер. Хозяйкой салона была вторая жена поэта — известный скульптор Жозефина Антоновна Полонская. Секретарём-распорядителем кружка все годы был Борис Яковлевич Полонский, сын поэта. Собрания посещали И. С. Тургенев, И. А. Гончаров, А. Н. Майков — второй член «поэтического триумвирата», А. Г. и Ф. М. Достоевские, К. К. Случевский, А. Г. Рубинштейн, Н. С. Лесков, В. М. Гаршин, Д. В. Аверкиев, К. П. Победоносцев, Н. Н. Страхов, И. К. Айвазовский, юрист Н. В. Давыдов, знаток древнерусского искусства цензор М. П. Соловьёв, актриса М. Г. Савина, пианистка Синягина-Блюменфельд и др. Ещё один представитель «триумвирата» — А. А. Фет, несмотря на неоднократные увещевания Я. П. Полонского, отказывается принять участие в «пятницах» из-за «чёрной кошки» между ним и И. С. Тургеневым. Лишь спустя много лет после смерти Тургенева А. А. Фет, вообще избегающий салонную жизнь, побывает на одной из таких «пятниц». В 1879—1883 гг. встречи литераторов и музыкантов, происходили в доме у Я. П. Полонского, наб. р. Фонтанки 24. Идея «пятниц» Я. П. Полонского: собирание во имя прогресса и общего блага в единую дружную семью деятелей науки и искусства независимо от их взглядов и убеждений. «Пятницы» начинались поздно вечером, после концертов и спектаклей. К концу 1880-х годов «пятницы» переживают свой расцвет и становятся центром петербургской культурной жизни. Их заочным участником согласился быть великий князь Константин Константинович (К. Р.). Их посещают также поэты Э. Э. Ухтомский, С. А. Андреевский, В. П. Буренин, П. И. Вейнберг, правоведы А. Ф. Кони, А. И. Урусов, В. Д. Спасович, художник И. Е. Репин, прозаики Д. В. Григорович, А. П. Чехов, В. А. Тихонов и А. А. Тихонов (Луговой), И. Ф. Горбунов, М. Н. Волконский, П. Д. Боборыкин, В. А. Гиляровский, П. П. Гнедич и некоторые другие, однако, как отмечает последний, «ничего нужного из этого кружка писателей не вышло, никакой спайки между ними не было. Никаких сборников Общество не издавало». Собрания преследовали цель читать и обсуждать вещи крупных литературных достоинств, как, скажем, «Власть тьмы» и «Плоды просвещения», читались произведения Н. П. Вагнера или Я. П. Полонского, читал либо сам автор, либо такие превосходные чтецы-декламаторы, какими были актёры И. Ф. Горбунов, П. М. Свободин, М. И. Писарев. К середине 90-х годов собрания участников «Пятниц» Я. П. Полонского несколько затухают, что, впрочем, не мешало тем же литераторам собираться по воскресеньям у того же П. П. Гнедича или по субботам у редактора «Вестника Европы» М. М. Стасюлевича 1, но собрания эти были достаточно аморфны по составу и не преследовали конкретных литературных задач. Поэтому неслучайно, что новые «пятницы» были возобновлены К. К. Случевским пять дней спустя после смерти их вдохновителя Я. П. Полонского, последовавшей 18 октября 1898 г.
1Ср. «среды» у Н. Н. Страхова и у А. Н. Плещеева, «литературные субботы» в доме Мурузи.

## Действующие лица и исполнители
К. К. Случевский был в это время достаточно высокопоставленным чиновником: редактор официальной газеты «Правительственный вестник», член Совета министра внутренних дел, гофмейстер двора, и хотя радикальными демократами его салон не посещался, но все же собрания получились довольно представительными. И Я. П. Полонский, и К. К. Случевский были люди тактичные и дипломатичные и умели примирить гостей самых разных взглядов. В новом кружке К. К. Случевский объединил преимущественно поэтов; помимо прежних участников, — самого Случевского (Лейтенант С.), П. И. Вейнберга, В. П. Буренина, С. А. Андреевского, Э. Э. Ухтомского, А. А. Тихонова (Лугового), П. П. Гнедича, В. С. Соловьёва, мы находим здесь представителей «новой волны» русской поэзии, её нарождающегося «серебряного века»: И. А. Бунина, К. Д. Бальмонта, Ф. К. Сологуба, Д. С. Мережковского, З. Н. Гиппиус, Н. М. Виленкина (Минского). Имена остальных участников «пятниц» были также хорошо знакомы читателям поэтических страниц тогдашних литературных журналов либеральной и консервативной ориентации: И. И. Ясинский, Н. Н. Вентцель (Н. Н. Юрьин), Т. Л. Щепкина-Куперник, В. А. Шуф, О. Н. Чюмина (О. Н. Михайлова), Ф. В. Черниговец, кн. Д. Н. Цертелев, К. М. Фофанов, Ф. Ф. Фидлер, Н. М. Соколов, С. А. Сафонов, П. Ф. Порфиров, Н. И. Позняков, Д. Л. Михаловский, В. А. Мазуркевич, В. К. Н. Розенблюм (К. Н. Льдов), М. А. Лохвицкая, В. С. Лихачёв, В. П. Лебедев, А. А. Коринфский, гр. А. А. Голенищев-Кутузов, В. П. Гайдебуров (Гарри), В. Л. Величко, П. В. Быков, А. Н. Будищев, кн. В. В. Барятинский, П. С. Соловьёва (Allegro). Помимо поэтов кружок объединял в себе прозаиков: А. И. Леман, В. П. Авенариус, А. М. Хирьяков, Вас. И. Немирович-Данченко, А. А. Измайлов, А. Е. Зарин, историк и прозаик В. М. Грибовский, драматург В. А. Крылов. По разным источникам, общий список участников «пятниц» составляет 67 или 98 фамилий.
Собрания «пятниц» благодаря едкому замечанию одного фельетониста называли «клубом взаимного восхищения». Эстетическая позиция большинства из названных участников «пятниц» была весьма смутной. Они предпочитали слушать. Усилившееся размежевание в модернистском лагере и вовсе отодвинуло их на второй план, отведя роль в лучшем случае эпигонов символизма: Allegro, К. Н. Льдов и т. д. С другой стороны в ближайшие годы как петербургским, так и московским символистам хватало трибун для того, чтобы не смешивать себя с эклектичными последователями К. К. Случевского. Свою обособленную позицию занимал И. А. Бунин, вскоре сблизившийся с московскими «средами» Н. Д. Телешова и других «знаньевцев».

## Деятельность «пятничников»

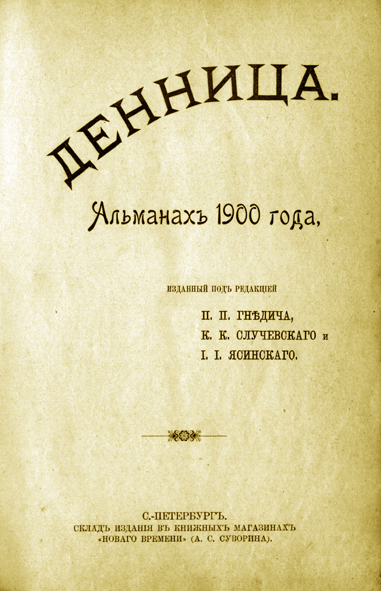
Титульный лист альманаха «Денница» 1900 г.

Значение этих поэтических собраний определялось не в последнюю очередь тем, что «толстые» журналы, как правило, не придавали значения стихам, их печатали, как тогда называли, «на затычку», поэтому кружок поставил перед собою цель выпускать поэтический альманах «Денница» периодичностью один-два раза в год. «Это едва ли не единственный литературный центр, где не преследуется никаких партийных целей. Все участники его объединены общим стремлением к идеалам Добра и Красоты», сказано его организаторами в предисловии к первому альманаху «Денница», выпущенному в начале 1900 года. «Пятничники» видели свою функцию в том, чтобы установить перекличку с минувшим «золотым веком» русской поэзии, воскресить традиции альманахов пушкинской поры, — в частности альманаха «Денница» (1830—1831) М. А. Максимовича, за образец которого и был взят новый альманах. «Да послужит же и этому товарищескому почину маяком на пути к неизменно-Прекрасному неугасимая денница русской поэзии — божественный Пушкин!..», патетически восклицала редколлегия «Денницы», — П. П. Гнедич, И. И. Ясинский, К. К. Случевский. Участники «пятниц» завели альбом, в котором фиксировали свои каламбуры, шутливые поэтические соревнования и эпиграммы.
Не ограничиваясь изданием «серьёзного» альманаха, 5 ноября 1899 года на собрании было решено издавать юмористический еженедельный листок «Словцо», задуманной наподобие коллективного альбома. За период с 20 декабря 1899 года по 26 апреля 1900 года вышло 18 номеров с шутливыми творениями участников вечеров.
В 1899 году широко отмечалось столетие А. С. Пушкина. Поэты кружка также приняли участие в юбилейных торжествах, где, впрочем, не обошлось без инцидентов с их стороны. Тем не менее, «пятничники» приняли участие в формировании «пушкинской традиции» на рубеже веков.

## Будни «пятниц»
Регулярно, два раза в месяц, по пятницам происходили собрания поэтов на квартире К. К. Случевского, изредка у других поэтов. Зимой литераторы собирались на ул. Вязовой, 7; ул. Николаевской (Восстания), 75; ул. Лисичанской, 9 у И. И. Ясинского; на ул. Съезжинской, 16 или на Съезжинской, 9 у В. М. Грибовского; позднее на Большой Пушкарской ул., 69 или на Церковной ул. (ул. Блохина), 23 у В. В. Уманова-Каплуновского; на ул. Жуковского, 7 у В. В. Маяковского. Летом Случевский уезжал из Петербурга в Усть-Нарву, где была его дача. Часть поэтов собиралась в Усть-Нарве. Дачу Случевского они называли «Уголок», там они продолжали спорить, читать свои стихи, пели, отдыхали ловили рыбу, гуляли по лесопарку. Здесь часто бывали Константин Романов (К. Р.) и император Николай Александрович. Неожиданная вереница кончин ближайших сподвижников К. К. Случевского несколько меняет состав собраний. В 1900 г. умирает В. С. Соловьёв, в 1903—1904 гг. умирают молодые В. Л. Величко, П. Ф. Порфиров и С. А. Сафонов, а затем и сам К. К. Случевский, в следующем году уходит из жизни самый возрастной поэт Д. Л. Михаловский и тридцатипятилетняя Мирра Лохвицкая. Ещё через три года приходит черёд П. И. Вейнберга, В. А. Крылова и Н. М. Соколова. После смерти К. К. Случевского собрания кружка стали именоваться «Вечерами Случевского». Их посещают Л. Д. Зиновьева-Аннибал, Н. С. Гумилёв, В. Я. Брюсов, В. И. Иванов, А. А. Блок, С. А. Есенин и др. Литературно-общественные собрания «Пятницы» просуществовали до 1917 года.

## «Пятницы» и литературный процесс
Поэты «пятниц» по-разному оценивали их значение для развития литературы. Несмотря на все призывы К. К. Случевского к консолидации поэтов во имя поэзии, участники «пятниц» не ощущали себя единой литературной семьёй, «лагерем». Для этого у слишком многих из участников собраний была чересчур яркая индивидуальность. Противоречивой и спорной была и сама фигура К. К. Случевского в качестве литературного мэтра. В этом смысле показательны нападки на него более молодых авторов, в частности Константина Фофанова, случавшиеся на «пятницах» не раз. Известно скептическое отношение В. Я. Брюсова к «пятницам»: «Эти пятничные собрания у Случевского поэты называют своей академией. Был там и я 11 вечером, пришел с Бальмонтом и Буниным, — согласно с обычаем, поднес хозяину свои книги, сел и стал слушать… Было сравнительно мало народа — из старших был дряхлый старец Михаловский и не особенно дряхлый Лихачев, был издатель „Недели“ Гайдебуров, цензор и переводчик Канта, Соколов, позже пришёл Ясинский; из молодых были здесь Аполлон Коринфский, Сафонов, Мазуркевич, Грибовский <…> Мы, трое декадентов — Бальмонт, Сологуб и я, тоскливо укрылись в угол. И говорят, это ещё лучший вечер, ибо не было Мережковского. А то он терроризирует все общество. О! Слово! Слово не может быть лживо, ибо оно свято. Нет низких слов! Старики молчат, боясь, что он их забьет авторитетами, ибо они не очень учёны, старички-то. Молодежь возражать не смеет и скучает, одна Зиночка Гиппиус торжествует» (Брюсов В. Я. Дневники. М., 2002. С. 69). Впрочем, мнение В. Я. Брюсова вполне могли оспорить десятки других поэтов, но приходится признать, что наиболее интересный и активный этап своего существования «пятницы» К. К. Случевского пережили в 1899—1902 гг. Приблизительно в 1900 г. значительной части участников кружка удалось собраться вместе в одной из петербургских фотостудий для съёмки на групповом портрете «пятничников».